# Ciucaș
Ciucaș je pohoří v Rumunsku ležící v obloukových Karpatech, které jsou součástí rumunských východních Karpat. Centrální část pohoří je charakteristická vápencovo-slepencovými skalními útvary, které jsou chráněny přírodní rezervací. Nejvyšší horou je vrchol Ciucaș (1954 m).

## Galerie

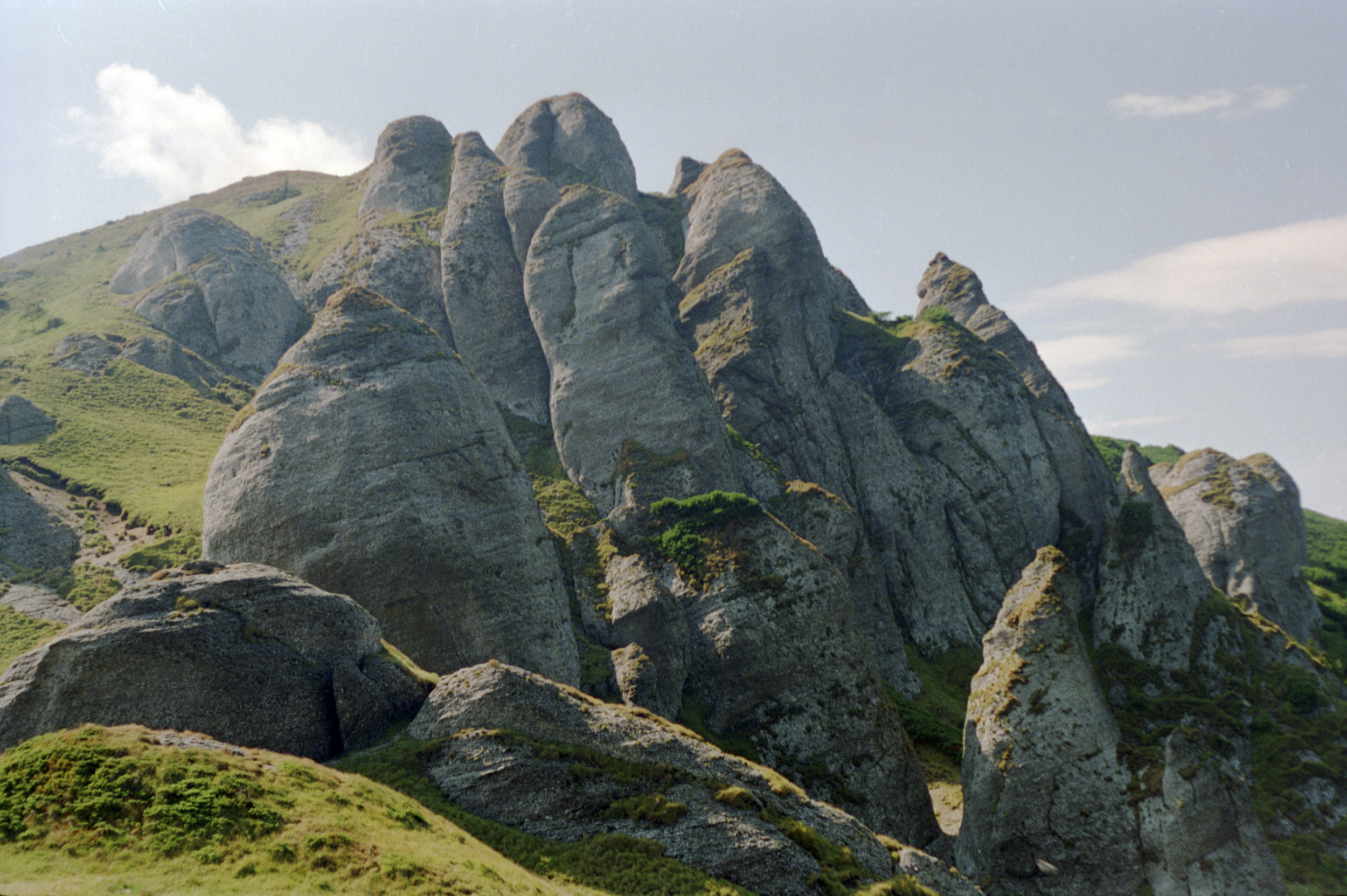
Skály na pohoří Ciucaș
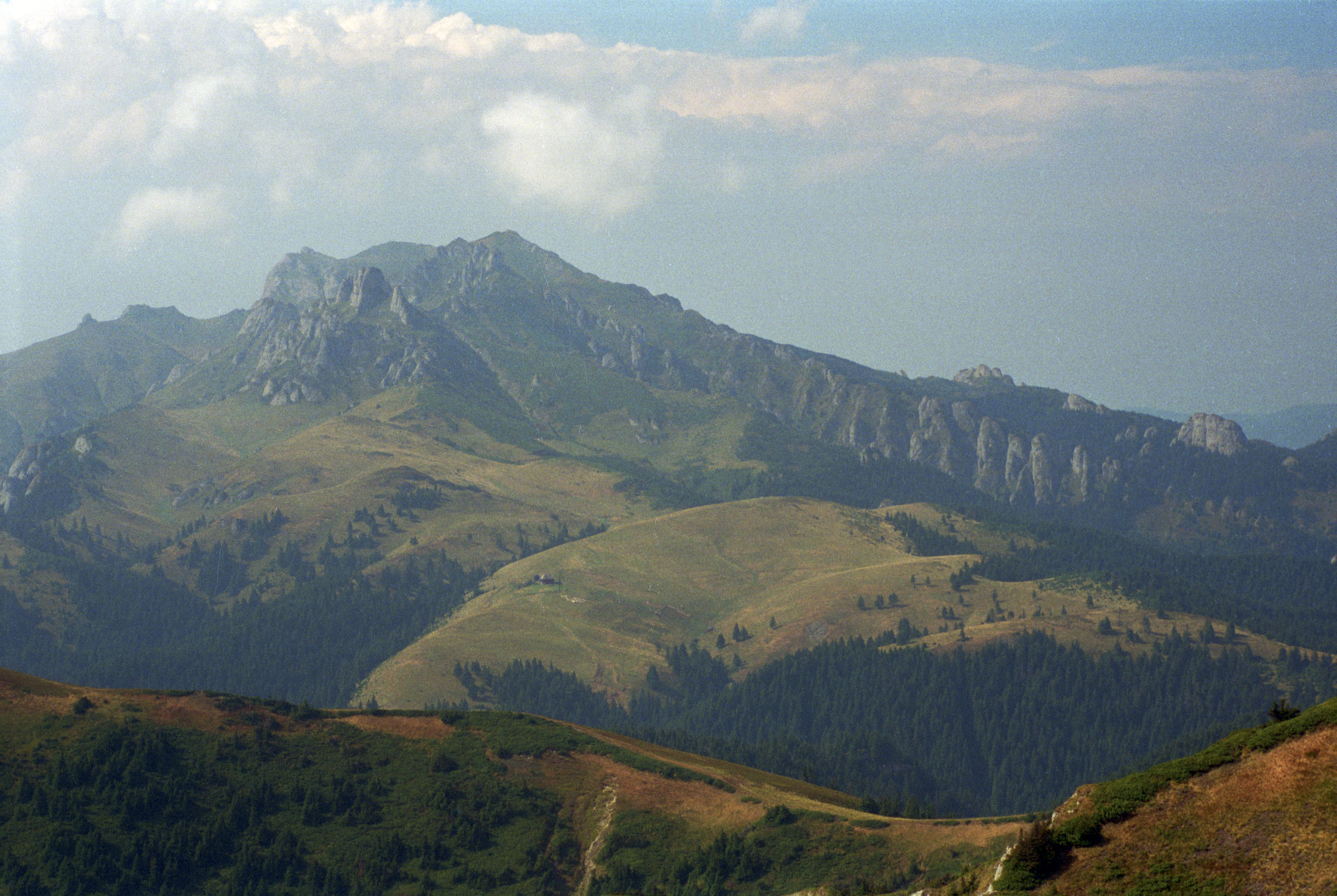
Skály v centru pohoří
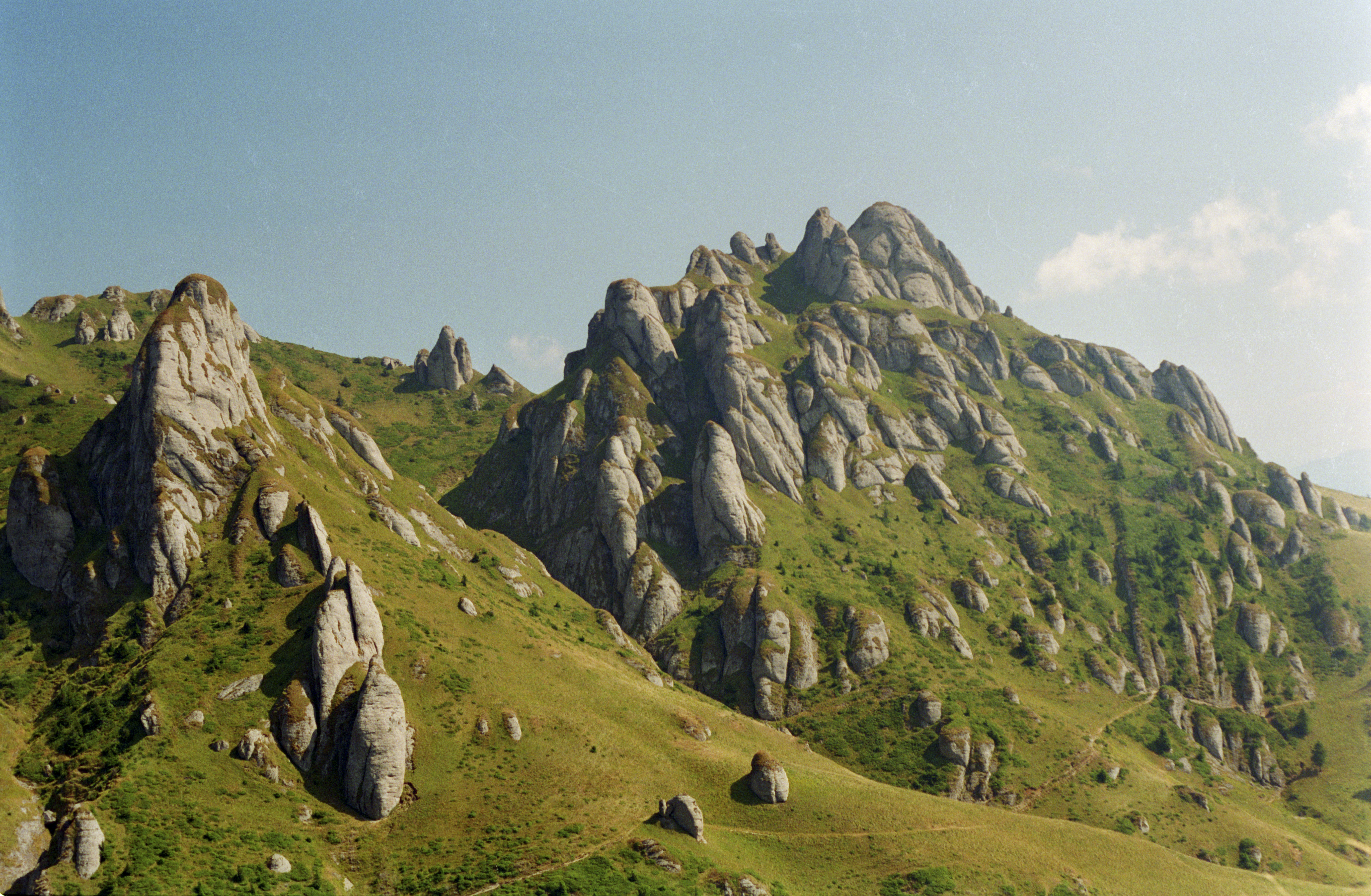
Skály v centru pohoří
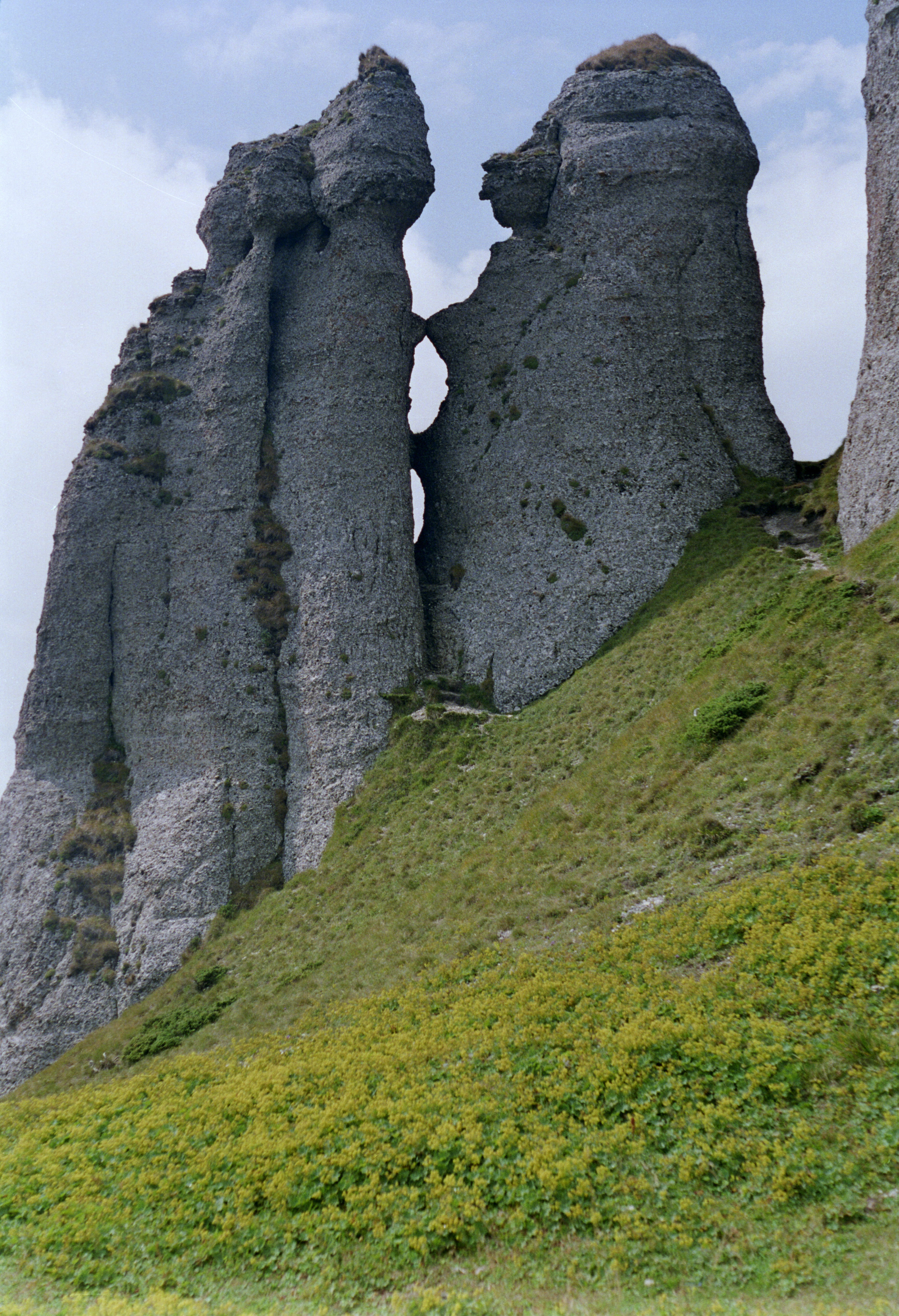
Detail slepencových skal
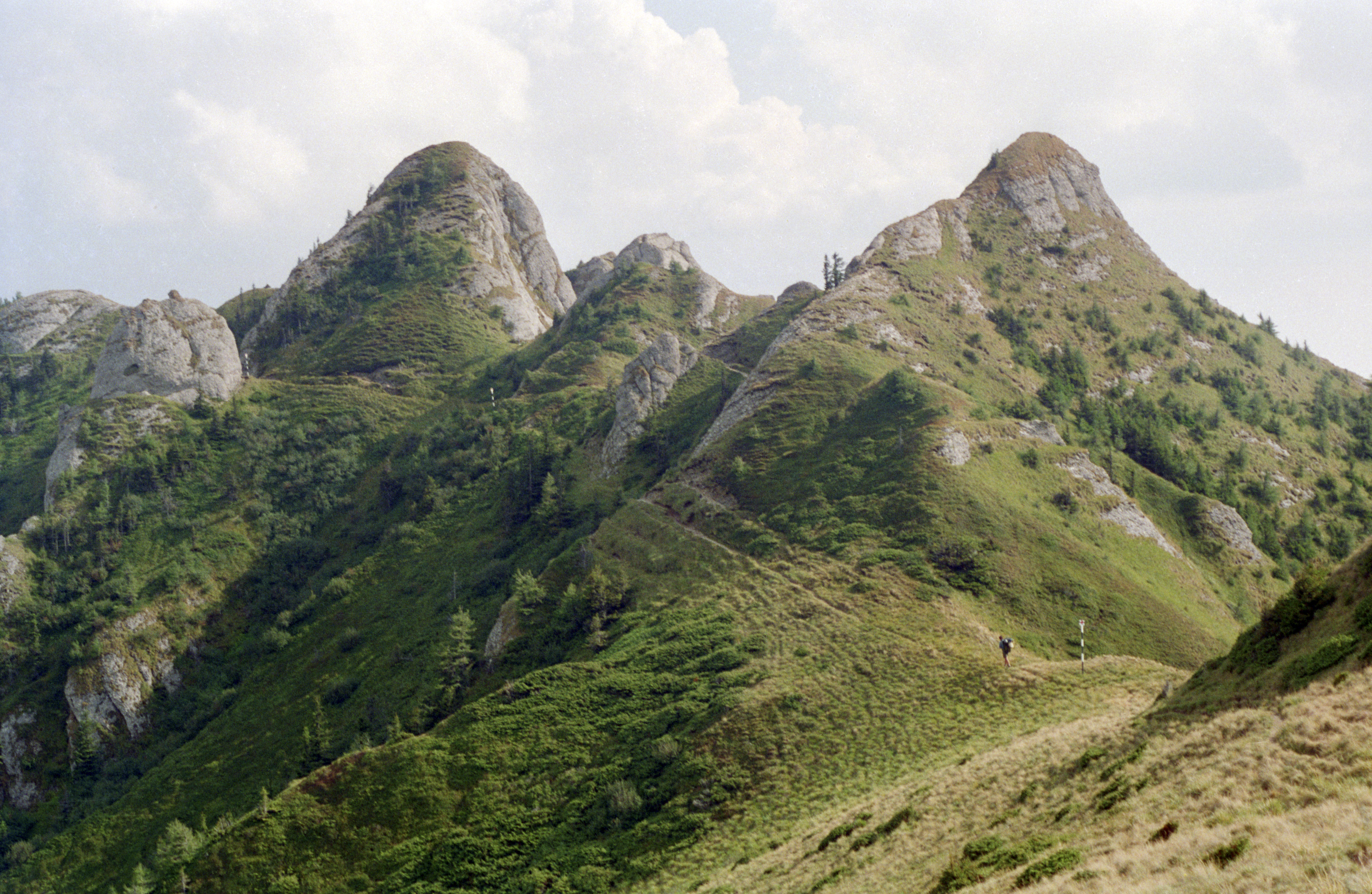
Detail slepencových skal
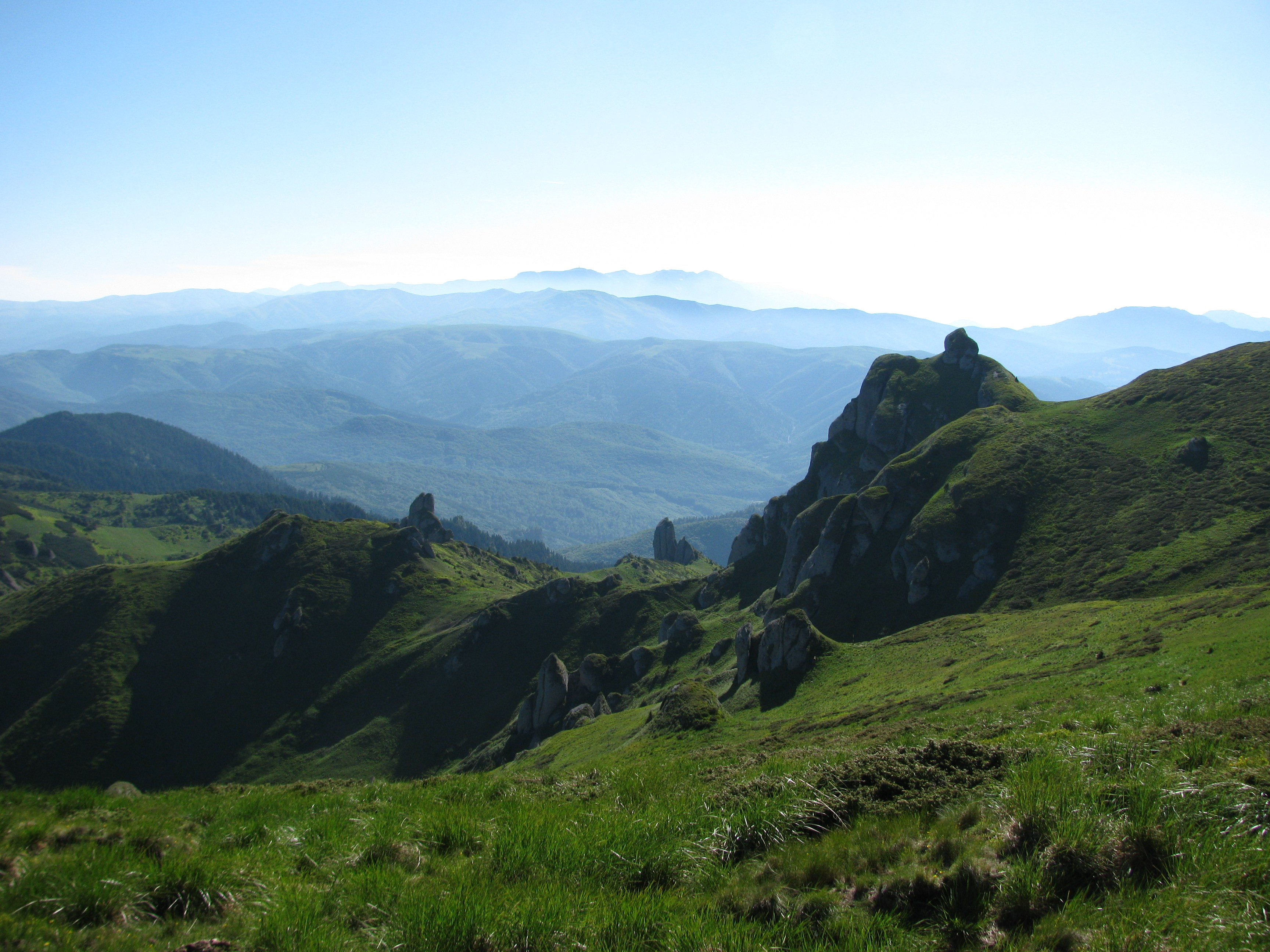
Výhled z Ciucașe na okolní pohoří
Ciucaș – 3D animace